# Purpur-Fichte
Die Purpur-Fichte (Picea purpurea) ist eine Pflanzenart aus der Familie der Kieferngewächse (Pinaceae). Sie ist im zentralen China heimisch.

## Beschreibung
Die Purpur-Fichte wächst als immergrüner Baum, der Wuchshöhen von bis zu 50 Metern und Brusthöhendurchmesser von bis zu 1 Meter erreichen kann. Der Stamm endet in einer pyramidenförmigen Krone. Die dunkelgraue Stammborke ist schuppig. Die Rinde der Zweige weist eine dichte Behaarung auf und ist anfangs gelb oder blass braungelb, verfärbt sich mit der Zeit aber gräulich bis gelbgrau.
Die harzigen Winterknospen sind konisch geformt. Die geraden bis leicht gebogenen, auf beiden Seiten gekielten Nadeln werden 0,7 bis 1,2 Zentimeter lang und zwischen 0,15 und 0,18 Zentimeter breit. Sie haben einen breit-rautenförmigen Querschnitt und ihre Spitze ist stumpf bis spitz zulaufend. Auf der Nadelunterseite befinden sich vier bis sechs auf der Nadeloberseite keine, oder manchmal ein bis zwei unvollständige Stomatalinien.
Die Purpur-Fichte ist einhäusig-getrenntgeschlechtig (monözisch) und die Blütezeit liegt im April. Die Zapfen sind bei einer Länge von 2,5 bis 6 Zentimetern und einer Dicke von 1,7 bis 3 Zentimetern zylindrisch-eiförmig bis eiförmig geformt. Sie sind zur Reife im Oktober hin rötlich-violett über dunkel violett bis schwarz-violett gefärbt. Die papierartigen Samenschuppen sind bei einer Länge von 1,3 bis 1,6 Zentimetern und einer Breite von rund 1,3 Zentimetern rautenförmig-eiförmig geformt. Ihr Rand ist gewellt und unregelmäßig gezahnt. Die Samen werden zusammen mit dem braunen, mit violetten Punkten versehenen Samenflügel rund 0,9 Zentimeter lang.
Die Chromosomenzahl beträgt 2n = 24.

## Verbreitung und Standort
Das natürliche Verbreitungsgebiet der Purpur-Fichte liegt im zentralen China. Es umfasst dort das südliche Gansu, das östliche Qinghai sowie das nordwestliche Sichuan.
Die Purpur-Fichte gedeiht in Höhenlagen von 2600 bis 3800 Metern. Sie wächst in Gebirgen vor allem an Nordhängen auf graubraunen Gebirgsböden oder meist podsolisierten Lithosolen. Beim Klima handelt es sich um ein kühles Kontinentalklima mit geringen Niederschlagsmengen, von denen der meiste als Schnee fällt. Die Purpur-Fichte bildet Reinbestände oder Mischbestände mit anderen Kieferngewächsen, wie zum Beispiel Farges Tanne (Abies fargesii), Larix potaninii, der Borsten-Fichte (Picea asperata), Wilsons Fichte (Picea wilsonii) und in niedrigeren Lagen die Chinesische Hemlocktanne (Tsuga chinensis). In den Mischbeständen findet man auch Laubbäume wie Birken (Betula) und Pappeln (Populus) sowie in niedrigeren Höhenlagen auch Eichen (Quercus).

## Gefährdung und Schutz
Picea purpurea wird in der Roten Liste der IUCN als „gering gefährdet“ eingestuft. Als Hauptgefährdung werden Holzschlägerungen zusammen mit der geringen Regenerationsrate genannt. Der Gesamtbestand der Art gilt als rückläufig und ist in den letzten hundert Jahren zurückgegangen. Aus diesem Grund hat die chinesische Regierung Holzschlägerungen in sensiblen Gebieten verboten.

## Nutzung
Das hochwertige Holz der Purpur-Fichte wird genutzt. Es ähnelt in seiner Qualität dem der Likiang-Fichte (Picea likiangensis).

## Systematik
Picea purpurea wird innerhalb der Gattung der Fichten (Picea) der Untergattung Casicta, der Sektion Sitchenses und der Serie Likiangenses zugeordnet.
Die Erstbeschreibung als Picea purpurea erfolgte 1906 durch Maxwell Tylden Masters in Journal of the Linnean Society, Botany, Band 37 (262), Seite 418.